# Thomas Day Seymour

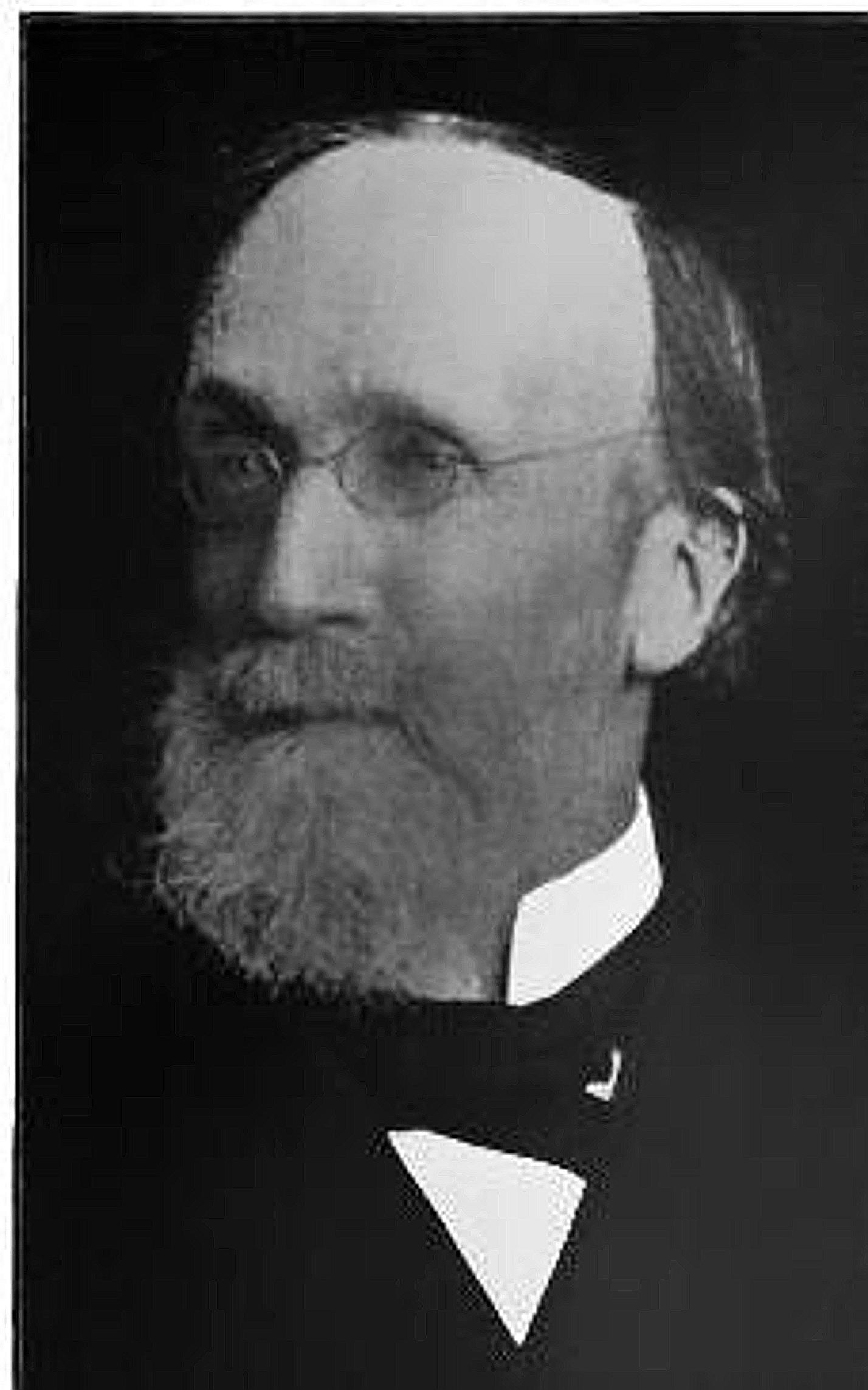
Thomas Day Seymour

Thomas Day Seymour (* 1. April 1848 in Hudson, Ohio; † 31. Dezember 1907 in New Haven, Connecticut) war ein US-amerikanischer Klassischer Philologe, der als Professor des Griechischen und Lateinischen am Western Reserve College (1872–1880) und als Hillhouse Professor of Greek Language and Literature an der Yale University (1880–1907) wirkte.

## Leben
Thomas Day Seymour war der Sohn von Nathan Perkins Seymour (1813–1891) und Elizabeth Day Seymour (1816–1900). Sein Vater war von 1840 bis zu seinem Tod Professor des Griechischen und Lateinischen am Western Reserve College. Dort studierte Thomas Day Seymour ab 1866. Nach dem Bachelorabschluss 1870 unternahm er eine längere Bildungsreise nach Europa, während der er seine Studien an den Universitäten zu Leipzig und Berlin vertiefte.
Nach seiner Rückkehr in die USA unterrichtete Seymour ab 1872 zusammen mit seinem Vater am Western Reserve College, wo er zum Professor der Griechischen und Lateinischen Sprache und Literatur ernannt wurde. 1880 erhielt Seymour einen Ruf an die Yale University, wo er als Nachfolger von Lewis R. Packard zum Hillhouse Professor of Greek Language and Literature ernannt wurde. Zu seiner Anstellung verlieh ihm die Yale University ehrenhalber den Bachelorgrad (B. A.). Seymour war an der Yale University 27 Jahre lang, bis zu seinem Tod, in Lehre und Forschung tätig. Er übernahm auch außerhalb der Universität verschiedene redaktionelle und administrative Aufgaben. Zusammen mit John Williams White gab er die Ginn College Series of Greek Authors heraus. Er trat in die American Philological Association und in das Archaeological Institute of America ein. Ab 1884 gehörte er dem Leitungsgremium der American School of Classical Studies at Athens (ASCSA) an, von 1887 bis 1901 als Vorsitzender. Während seiner Amtszeit gelang es ihm, vier zusätzliche Stipendien für Forschungsaufenthalte an der ASCSA einzurichten. Eins davon ist die nach ihm benannte Thomas Day Seymour Fellowship in Greek History and Literature. Im Jahr 1888/89 war Seymour Präsident der American Philological Association. 1900 ernannte ihn die American Academy of Arts and Sciences zum Mitglied. Von 1903 bis zu seinem Tode war Seymour Präsident des Archaeological Institute of America.
Für seine wissenschaftlichen und administrativen Leistungen erhielt Seymour mehrere Auszeichnungen: Er erhielt die juristische Ehrendoktorwürde (Doctor of Laws) der Western Reserve University (1894), der University of Glasgow (1910) und der Harvard University (1906).
Seymours Forschungsschwerpunkt war die griechische Literatur, insbesondere die homerischen Epen. Er veröffentlichte Aufsätze zu verschiedenen Themen der griechischen Syntax und Metrik, außerdem Studienausgaben der Gedichte Pindars und der Ilias, darüber hinaus eine Einführung in die homerische Sprache und Metrik sowie ein Vokabelverzeichnis zu seiner Ilias-Ausgabe. Bei seiner Einzelforschung zu den homerischen Epen bezog er in großem Umfang die archäologischen Funde ein, wobei ihm seine Beziehungen zur American School of Classical Studies at Athens halfen. Die Summe seiner Forschungen legte er in dem Buch Life in the Homeric Age vor, das postum 1908 erschien. Seymour, der in der Homerischen Frage den Standpunkt der Unitarier einnahm, war zu Lebzeiten besonders in Amerika hochgeschätzt. Nach seinem Tod bezeichnete ihn Basil Lanneau Gildersleeve „America’s leading Homerist“. Seymours Schüler Samuel Eliot Bassett setzte die homerischen Forschungen seines Lehrers fort.
Thomas Day Seymour war verheiratet mit Sarah Hitchcock Seymour (1846–1916). Ein Sohn des Paares war Charles Seymour (1885–1963), der später Präsident der Yale University wurde.

## Schriften (Auswahl)
- Selected Odes of Pindar. Boston 1882
- Introduction to the Language and Verse of Homer. Boston 1885
- Homer: Iliad Books I–VI. Boston 1887. Revised Edition 1903
- A Concise Vocabulary of the First Six Books of the Iliad. Boston 1889
- Life in the Homeric Age. New York 1908